# Алматинський трамвай
Алматинський трамвай — колишня трамвайна мережа у місті Алмати, Казахстан, що діяла з 7 листопада 1937 по 30 жовтня 2015 роки. Починаючи з 1990-х років обсяги руху стали скорочуватися, на багатьох магістралях трамвайні колії були демонтовані. З 1999 року працювали всього 2 маршрути, які обслуговувалися одним з депо, яке є найстарішим, що знаходяться на розі вулиць Байтурсинова (колишня — Космонавтів) і Гоголя. Алматинське трамвайне господарство експлуатувалося державною комунальною компанією ТОО «Алматиелектротранс».

## Хронологія
- 1937 — збудовано лінію від Вокзалу Алмати-2 — просп. Сталіна (назад-Червоноармійська) — Ташкентська — Маркса — Комсомольської — Уйгурської до депо на вул. Пастера. Лінія була одноколійною. Другу колію проклали по Уйгурській, Комсомольській, Маркса у 1938 році. 1941 року це депо віддали заводу Кірова, трамваї перевели на стоянку на розі Уйгурської/Гоголя. Керівництво трамвайного тресту так і залишалося на Пастера до 1950-х років. На початку 1950-х років на Уйгурській побудовані корпуси депо.
- 1938 — відкриття лінії по вул. Шевченка від вул. К. Маркса до Уйгурської (Космонавтів).
- 1938 — відкрита лінія по вул. Талгарській — від вул. Пастера до Комсомольської — одноколійна за годинниковою стрілкою (закрита 1968 року).
- 1938 — відкрита лінія по вул. Ташкентській від вул. К. Маркса до Жетисуської (закрита 1966 року).
- 1939 — відкриття лінії по вул. Комсомольській від вул. Байтурсинова до 13-ї лінії (пр. Гагаріна).
- 1940 — відкриття двоколійної лінії по вул. Комсомольській від Тастак а до Талгарської з кільцем.
- 1942 — відкриття лінії по Червоногвардійському тракту від Ташкетської до Елеватора (закрита 1966 року).
- 1957 — Будівництво 2-ї колії від К. Маркса до повороту на Алма-Ату-2.
- 1957 — лінія з вул. Комсомольської між Карла Маркса і Космонавтів перенесена на вул. Пастера.
- 1959 — відкриття лінії по вул. Шевченка від вул. Уйгурської (Космонавтів) до вул. Чапаєва.
- 1959 — відкриття лінії по вул. Шевченка від вул. Уйгурської (Космонавтів) до вул. Будівельної (Муканова).
- 1959 — відкрита лінія по вул. Муканова — від Шевченка — через Тещин язик — по Сатпаева до Жарокова (закрита 1993 року через початок будівництва станції метро).
- 1961 — відкриття лінії по вул. Сатпаєва від вул. Жарокова до вул. Руднєва (закрита 1996 року).
- 1961 — відкриття лінії по вул. Руднєва від Тастак до вул. Сатпаєва (закрита 1996 року).
- 1966 — закриття лінії по вул. Ташкентській від вул. К. Маркса до Жетисуської (відкрита 1938 року) і до вокзалу Алмати-2 (відкрита 1937 року) у зв'язку з реконструкцією проспекту в наскрізну трасу і будівництвом автовокзалу.
- 1966 — закриття лінії у зв'язку з нерентабельністю по Червоногвардійському тракту від Ташкетської до Елеватора (відкрита 1942 року).
- 1967 — спорудження кільця «Тургенська — Черкаської Оборони — Арикової» разом з прокладкою другої колії по вул. Пастера та вул. Жетисуській. До цього була одноколійна лінія Ташкентська — Жетисуйська — Пастера за годинниковою стрілкою і Комсомольська — Талгарська — Пастера проти годинникової стрілки.
- 1968 — закриття лінія по вул. Талгарській — від вул. Пастера до Комсомольської (відкрита 1938 року).
- 1970 — відкрита лінія від вул. Руднєва — по Сатпаєва — Щепеткова — Шаляпіна — 10-й мікрорайон (закрита 1996 року).
- 1975 — відкрита лінія по вул. Жарокова від Сатпаєва до Утепова і по Утепова з будівництвом кільця на Розибакієва/Утепова, т. зв. район «Геологобуду»
- 1977 — відкрита лінія по вул. Жарокова від Комсомольської вул до вул. Сатпаєва, по ній пущений маршрут № 5 (закритий 1993 року).
- 1978, 23 лютого — відкриття лінії від розворотного кільця на перехресті Утепова і Розибакієва вулицями Каблукова та Фрунзе в Орбіту.
- 1980  — спорудження хрестоподібного перетину на Жарокова — Сатпаєва. Маршрут № 2 запущений до «Орбіти».
- 1984 — відкрита гілка від Тастак до Аксая-1 до Аксая-4 (розворотне коло розташовувалося за вул. Момиш Ули по вул. Комсомольській).
- 1985 — відкрита лінія від Аксая-1 до мікрорайону Аксай-4. З Момиш Ули існував поворот на захід і на схід.
- 1985 — відкрита лінія Аксай —Калкаман (закрита у серпні 1999 року). Відкрито маршрут № 10.
- 1987 — відкриття лінії по вул. Шевченка від вул. Муканова до вул. Жарокова, на лінію перенесений № 5 з вулиці Толі Бі (Комсомольська).
- 1993 — закриті маршрути № 5, 7 і 8.
- 1993 — закрита у 20-х числах вересня через початок будівництва станції метро лінія по вул. Муканова — від Шевченка — через Тещин язик — по Сатпаєва до Жарокова (відкрита 1959 року).
- 1995 — закриття маршруту № 2.
- 1996, 21 березня — закрита лінія по вул. Сатпаєва від вул. Жарокова до вул. Брусилівського (Руднєва), відкрита 1961 року.
- 1996, 21 березня — закрита лінія по вул. Брусилівського (Руднєва) від Тастак до вул. Сатпаєва (відкрита 1961 року).
- 1996, 21 березня — закрита лінія від вул. Руднєва — по Сатпаєва — Щепеткова — Шаляпіна — 10-й микрорайон (відкрита 1961 року). Закриті маршрути № 1 і 3.
- 1997, березень  — закрита лінія по вул. Комсомольській від вул. Кунаєва до Талгарської, відкрита 1938 року, кінцева маршруту № 4 перенесена на ст. Жетису.
- 1999, серпень — закрита лінія «Аксай — Калкаман», відкрита 1985 року. Закрився маршрут № 10.
- 2008 — маршрут № 4 тимчасово розділений на маршрути № 4 і 4А у зв'язку з будівництвом транспортної розв'язки на перетині вулиць Саїна і Толі бі[1].
- 2009, 23 грудня — рух по вулиці Толі бі відновлено. Рухомий склад, що курсував в цьому напрямку, складався з 18 вагонів.
- 2015, 31 жовтня — після двох великих аварій, що трапилися в Алмати з трамваями (постраждало 17 і 14 автомобілів), викликаних, на думку експертів, поганим станом колії і рухомого складу, робота алматинського трамвая на невизначений термін припинена[2].

## Лінії у 2012 році[3]
- № 4 «Аксай-4 — Жетису».
- № 6 «Орбіта — Жетису».

## Депо

### Центральне
Побудовано 1937 року для обслуговування трамвайної системи Алмати. Станом на 2015 рік було єдиним діючим депо.

### Аксайське
Створено у 1990 році, на піку розвитку самої мережі. Побудовано було на тектонічному розломі. Закрито. З 2008 року використовувалося для стоянки будівельних КамАЗів та виробництва бетону. У 2015 році територія депо продана і віддана під забудову великого житлового комплексу.

## Рухомий склад на початок 2010-х
| Тип         | Кількість |
| ----------- | --------- |
| Tatra T4D   | 10        |
| Tatra T3D   | 7         |
| Tatra T3DC1 | 5         |
| Tatra T4DMS | 6         |
| Tatra KT4D  | 4         |